# 13 de maig
El 13 de maig és el cent trenta-tresè dia de l'any del calendari gregorià i el cent trenta-quatrè en els anys de traspàs. Queden 232 dies per a finalitzar l'any.

## Esdeveniments
Països Catalans
- 1582 - Deià, Mallorca: 200 pirates sarraïns desembarquen a Sa Foradada, on són vençuts per una cinquantena d'homes.
- 1810 - Hostalric (la Selva): l'exèrcit napoleònic ocupa la fortalesa al final del setge d'Hostalric de 1810 durant la guerra del Francès.
- 1922 - Barcelona: s'hi publica el primer número de la segona època del setmanari "La Tralla".

Resta del món
- 535 - ?: Agapit I és escollit papa.
- 1779 - Ciesyn (Silèsia, Polònia): fi de la Guerra de Successió bavaresa amb la signatura del Tractat de Teschen amb el que l'Arxiducat d'Àustria retorna a Baviera els territoris que havia ocupat i ha d'accedir a la futura unió de Prússia amb Ansbach i Bayreuth.[1]
- 1830 - Veneçuela: el departament del Sud es declara estat independent amb el nom de República de l'Equador, amb Juan José Flores com el seu primer mandatari.[2]
- 1833 - Londres: Felix Mendelssohn estrena la seva Simfonia Italiana dirigint personalment l'orquestra.
- 1846 - EUA: el Congrés dels Estats Units declara la guerra a Mèxic.
- 1888 - Brasil: s'aprova la Llei Àuria, que aboleix definitivament l'esclavitud al país.[3]
- 1909 - Milà: Comença el primer Giro d'Itàlia, que acabarà guanyant Luigi Ganna.
- 1917 - Fátima (Portugal): tres nens pastors (Jacinta i Francisco Marto i Lúcia dos Santos) diuen que han vist la Mare de Déu i que els ha parlat.
- 1939 - Hamburg: el MS St. Louis surt en direcció Cuba i comença el viatge dels maleïts.
- 1940 - França: L'exèrcit alemany travessa el Mosa i envaeix França. Winston Churchill fa el discurs de la sang, esforç, suor i llàgrimes a la Cambra dels Comuns.
- 1963 - Londres: comença la publicació de la sèrie Modesty Blaise a Evening Standard.
- 1964 - Egipte: inauguració de la primera fase de construcció de la resclosa d'Assuan.
- 1976 - Cambodja: Pol Pot és nomenat primer ministre del país Kamputxea Democràtica.
- 1981 - Roma: Mehmet Alí Agca atempta contra la vida del papa Joan Pau II a la plaça de Sant Pere.
- 2005 - Uzbekistan: Massacre d'Andidjan, on tropes governamentals disparen a una multitud de manifestants provocant centenars de morts.[4]

## Naixements
Països Catalans
- 1795, Sabadell: Antoni Casanovas i Bosch, empresari tèxtil i alcalde de Sabadell.
- 1916, Madrid: Albert Martorell, porter de futbol català (m. 2011).[5]
- 1943, Barcelona: Mercè Vilaret i Llop, realitzadora pionera de televisió a Catalunya (m. 1993).[6]
- 1947, Sant Quirze del Vallès: Maria Badia i Cutchet, filòloga i política catalana, ha estat diputada al Parlament Europeu.[7]
- 1948, Cardona: Àngela Gassó i Closa, política catalana, que ha estat diputada al Parlament.[8]
- 1950, Prada de Conflent: Maria de la Pau Tortelier, pianista, fillola de Pau Casals, de qui porta el nom.[9]
- 1957, Sabadell, Vallès Occidental: Teresa Vilardell, directora d'escena, dramaturga, guionista i professora catalana.[10]
- 1964, Barcelona: Jordi Sànchez i Zaragoza, actor, autor teatral i guionista català.[11]
- 1982, Rubí, Vallès Occidental: Albert Crusat, futbolista català.
- 1992, Barcelona: Georgina García Pérez, jugadora de tennis catalana del Club Tennis Sabadell.[12]

Resta del món
- 1717, Viena, Sacre Imperi: Maria Teresa I d'Àustria, arxiduquessa d'Àustria, duquessa de Milà, reina d'Hongria i Bohèmia (1740-1780), gran duquessa consort de la Toscana i emperadriu consort del Sacre Imperi.[13]
- 1750, 
  - Bèrgam: Lorenzo Mascheroni, matemàtic (m. 1800).[14]
  - Londres: Sophia Lee, novel·lista, dramaturga i educadora anglesa (m. 1824).[15]
- 1767, Lisboa, Regne de Portugal: Joan VI de Portugal, rei de Portugal i Brasil.
- 1792, Senigallia (Itàlia): Pius IX, nom que va adoptar el cardenal Giovanni Maria Mastai-Ferretti en ser escollit Papa. És venerat com a beat per l'Església catòlica (m. 1878).[16]
- 1857, Almora, Índia Britànica: Ronald Ross, metge britànic, Premi Nobel de Medicina o Fisiologia 1902 (m. 1932).[17]
- 1875, Estepona, Espanya: María Espinosa de los Monteros, activista, feminista i política.[18]
- 1878, Newcastle upon Tyne: Muriel Robb, tennista britànica, campiona de Wimbledon 1902.[19]
- 1882, Argenteuil, Val-d'Oise, (França): Georges Braque, pintor i escultor rellevant del segle xx francès que, juntament amb Pablo Picasso, desenvolupà el moviment artístic conegut com a cubisme (m. 1963).[20]
- 1888, Copenhaguen, Dinamarca: Inge Lehmann, sismòloga danesa (m. 1993).[21]
- 1891, Cracòvia: Zofia Stryjeńska, pintora art déco, grafista i escriptora polonesa (m. 1976).[22]
- 1907, Londres, Anglaterra: Daphne du Maurier, novel·lista britànica (m. 1989).[23]
- 1914:
  - Lafayette, Alabama, EUA: Joseph Louis Barrow, conegut com a Joe Louis, boxador estatunidenc, campió del món.[24]
  - Ourense: Antonia Ferrín Moreiras, matemàtica, professora i astrònoma gallega.[25]
- 1934, Caracas, Veneçuela: Pedro Cassiram, periodista veneçolà.
- 1935, 
  - Köniz: Linda Geiser, actriu suïssa de cinema i televisió.[26]
  - Londres: Stella Rimington, agent de seguretat i escriptora britànica.[27]
- 1941, Pacoima, Califòrnia, EUA: Ritchie Valens, cantautor i guitarrista nord-americà (m. 1959).[28]
- 1945, Memphis: Kathleen Cleaver, professora de dret estatunidenca, membre de l'associació Panteres Negres.[29]
- 1949, Halmstad, Suècia: Eva Eriksson, il·lustradora i escriptora sueca.[30]
- 1950, Saginaw, Michigan: Stevie Wonder, cantant, compositor, productor discogràfic, músic i activista social americà.[31]
- 1953, Madrid: Miguel García-Baró, filòsof espanyol.
- 1957, Le Creusot: Claudie Haigneré, metgessa, política i astronauta francesa del CNES i de l'Agència Espacial Europea.[32]
- 1981, Amurrio: Eli Pinedo, jugadora d'handbol basca, guanyadora d'una medalla olímpica.[33]
- 1983, Bouaké, Costa d'Ivori: Gnégnéri Yaya Touré, futbolista ivorià.
- 1986, Nova York: Lena Dunham, guionista, directora i actriu estatunidenca, creadora i protagonista de la sèrie Girls.[34]

## Necrològiques
Països Catalans
- 1879 - Cadis: Joaquim Gatell i Folch, geògraf i explorador català (n. 1826).[35]
- 1912 - Barcelona: Dolors Delhom, primera actriu catalana de finals del segle xix (n. 1867).[36]
- 1913 - Barcelona: Celestina Vigneaux i Cibils, mestra i pedagoga catalana, pionera de l'avantguarda educativa catalana (n. 1878).[37]
- 1939 - Sant Adrià de Besòs: Cristina Fernández Pereda, una de les dotze dones de la Presó de les Corts executades al Camp de la Bota pel règim franquista (n.1900).[38]
- 1965 - Barcelona: Ignasi Barraquer i Barraquer, oftalmòleg català (n. 1884).[39]
- 2010 - València, l'Horta de València: Rafael Sanus Abad, bisbe auxiliar emèrit de València i teòleg valencià (n. 1931).[40]
- 2018 - Torredembarra: Maria-Rosa Wennberg Ball-llovera, filòloga catalana, escriptora i especialista en teatre (n. 1918).[41]

Resta del món
- 1399 - Nàpols: Otó IV de Brunswick, príncep alemany, comte consort de Provença i rei consort de Nàpols (n. 1320).[42]
- 1573 - Província de Mikawa (Japó): Takeda Shingen, dàimio i senyor de la guerra japonès (n. 1521).[43]
- 1819 - Sant Petersburg (Rússia): David XII, cap de la casa reial de Kartli i Kakhètia.
- 1855 - San Giorgio Canavese, Toríː Teresa Belloc-Giorgi, contralt italiana (n. 1784).[44]
- 1916 - New Hartford (Connecticut): Clara Louise Kellogg, soprano estatunidenca (n. 1842).[45]
- 1925 - Canterbury (Anglaterra): Alfred Milner, primer Vescomte Milner estadista i administrador colonialbritànic (n. 1854).[46]
- 1930 - 
  - Polhǿgda (Noruega): Fridtjof Nansen, explorador noruec, Premi Nobel de la Pau de 1922 (n. 1861).[47]
  - Berlín: Helene Lange, política, pedagoga i feminista alemanya (n. 1848).[48]
- 1947 - Dorchester, Anglaterra: Frances Hodgkins, pintora neozelandesa establerta a la Gran Bretanya (n. 1869).[49]
- 1950 - Garmisch, Baviera: Pauline de Ahna, soprano lírica alemanya, que es casà amb el compositor Richard Strauss.[50]
- 1961 - Los Angeles, Califòrnia (EUA): Gary Cooper, actor americà guanyador de tres premis Oscar (n. 1901).
- 1975 - Louveciennes: Marguerite Perey, física francesa que descobrí l'element anomenat franci i primera dona a ingressar en l'Acadèmia Francesa de les Ciències (n. 1909).[51]
- 1988 - Amsterdam, Països Baixos: Chet Baker, trompetista i cantant de jazz nord-americà (n. 1929).[52]
- 1992 - Kanchenjunga: Wanda Rutkiewicz, una de les alpinistes més grans de la història (n. 1943).[53][54]
- 1998 - Dhaulagiri, Nepal: Chantal Mauduit, destacada alpinista francesa (n. 1964).[55]
- 2019 - Carmel Valley Village, Califòrnia: Doris Day, estrella de Hollywood dels anys 50 i 60 (n. 1922).[56]
- 2024 - Alice Munro, escriptora, Premi Nobel de Literatura del 2013 (n. 1931).[57]
- 2025 - 
  - Montevideo: José Mujica, agricultor i polític uruguaià, 40è president de l'Uruguai (n. 1935).[58]
  - Gaza: Muhammed Sinwar, líder de Hamàs.[59]

## Festes i commemoracions
- Santoral: sants Pere Regalado, franciscà; Santa Agnès de Poitiers, abadessa; Muci de Constantinoble o Sant Muç, màrtir (a Rubí); Servaci de Tongeren, bisbe; Argèntea i Vulfura de Còrdova, màrtirs; Eutimi l'Il·luminador monjo; beata Juliana de Norwich; sant Albert d'Unha, segador llegendari.

- Finalitzen les festes de Moros i Cristians de Biar (l'Alcoià, País Valencià), que s'iniciaren el 9 de maig.